# Copa Mundial de Fútbol Juvenil de 1979
La Copa Mundial de Fútbol Juvenil de la FIFA Japón 1979 (en inglés: FIFA World Youth Championship Japan 1979, en japonés: 1979 FIFAワールドユース選手権) fue la II edición de la Copa Mundial de Fútbol Sub-20. Esta versión del torneo se realizó en Japón, entre el 25 de agosto y el 7 de septiembre. Fue ganada por Argentina, derrotando en la final a la Unión Soviética por 3-1.
La mecánica del torneo estuvo dividida en dos fases: en la primera, los 16 equipos participantes se dividieron en 4 grupos de 4 equipos cada uno, que jugaban a un formato de todos contra todos; los dos mejores equipos de cada grupo clasificaban a la siguiente ronda (cuartos de final) en el que se iban eliminando en un formato de copa hasta llegar a la final solo dos equipos.

## Sedes
El campeonato se efectuó en 4 sedes:
| Japón             | Japón                     | Japón             |
| ----------------- | ------------------------- | ----------------- |
| Tokio             | Tokio Yokohama Kōbe Omiya | Yokohama          |
| Estadio Olímpico  | Tokio Yokohama Kōbe Omiya | Estadio Mitsuzawa |
| Capacidad: 57.000 | Tokio Yokohama Kōbe Omiya | Capacidad: 8.000  |
|                   | Tokio Yokohama Kōbe Omiya |                   |
| Kōbe              | Tokio Yokohama Kōbe Omiya | Ōmiya             |
| Estadio Kōbe      | Tokio Yokohama Kōbe Omiya | Estadio Ōmiya     |
| Capacidad: 40.150 | Tokio Yokohama Kōbe Omiya | Capacidad: 12.500 |
|                   | Tokio Yokohama Kōbe Omiya |                   |

## Equipos participantes
Además del anfitrión Japón, 15 equipos clasificaron a la fase final del torneo a través de los torneos realizados por cada una de las seis confederaciones.
- Dos equipos asiáticos clasificaron en el Campeonato Juvenil de la AFC 1978, donde el campeón fue Irak en conjunto con Corea del Sur.[1] Finalmente al mundial fue la selección de Indonesia por la de Irak, quien desistió de participar.
- Dos equipos africanos clasificaron en el Campeonato Juvenil Africano de 1979, donde Argelia y Guinea llegaron a la final.[2]
- Dos equipos de centro y Norteamérica clasificaron en el Torneo Sub-20 de la CONCACAF 1978, realizado en tres fases: la primera con cuatro grupos donde pasaban los dos primeros, formando nuevos dos grupos. La tercera fase corresponde a las semifinales y final en entre los dos primeros de los grupos recién mencionados. Este campeonato se realizó en Honduras entre el 26 de noviembre y el 17 de diciembre, siendo el ganador México, derrotando en la final a Canadá 1:0.[3]
- Tres equipos sudamericanos clasificaron en el Campeonato Sudamericano Sub-20 de 1979, cuyo campeón fue Uruguay.[4]
- Seis representantes europeos clasificaron en el Campeonato Europeo Sub-18 1978 disputado en Polonia. El campeón fue Unión Soviética, quien derrotó en la final a Yugoslavia.[5]

Los 16 equipos fueron posteriormente separados en cuatro grupos. En cursiva, los equipos debutantes.
| Clasificatorias | Clasificatorias | Clasificatorias | Clasificatorias | Clasificatorias | Clasificatorias |
| --------------- | --------------- | --------------- | --------------- | --------------- | --------------- |
| África          | Asia            | Europa          | Norteamérica    | Sudamérica      |                 |

| Argelia       | España    | Japón    | Portugal        |
| Argentina     | Guinea    | México   | Unión Soviética |
| Canadá        | Hungría   | Paraguay | Uruguay         |
| Corea del Sur | Indonesia | Polonia  | Yugoslavia      |

## Desarrollo
A diferencia del campeonato anterior, en este clasificaban los dos mejores de cada grupo, para así pasar a un fase de cuartos de final, en donde comienza la eliminación directa. No hubo demasiadas sorpresas en la primera fase, sólo la clasificación de Argelia por sobre la de México en el Grupo A. Ya en la segunda fase se dio la lógica de los llamados equipos fuertes, llegando a semifinales los sudamericanos de Argentina y Uruguay y los europeos de Polonia y Unión Soviética.
Justamente se enfrentaron en duelos continentales, llegando a la final Argentina y la URSS, que fue ganada por la primera por 3:1. En la disputa por el tercer lugar, Uruguay doblegó a Polonia en lanzamientos penales luego de igualar en tiempo extra 1:1.

## Primera fase

### Grupo 1
| Selección | Pts. | PJ | PG | PE | PP | GF | GC | Dif. |
| --------- | ---- | -- | -- | -- | -- | -- | -- | ---- |
| España    | 4    | 3  | 2  | 0  | 1  | 3  | 2  | +1   |
| Argelia   | 4    | 3  | 1  | 2  | 0  | 2  | 1  | +1   |
| México    | 2    | 3  | 0  | 2  | 1  | 3  | 4  | −1   |
| Japón     | 2    | 3  | 0  | 2  | 1  | 1  | 2  | −1   |

| 25 de agosto de 1979 | México        | 1:1 (1:0) | Argelia  | Estadio Olímpico de Tokio, Tokio                                      |                                                                       |
|                      | Hernández 24' | Reporte   | Yahi 67' | Asistencia: 30.000 espectadores Árbitro(s): Anatoly Milchenko (Rusia) | Asistencia: 30.000 espectadores Árbitro(s): Anatoly Milchenko (Rusia) |

| 25 de agosto de 1979 | Japón | 0:1 (0:0) | España     | Estadio Olímpico de Tokio, Tokio                                     |                                                                      |
|                      |       | Reporte   | Zúñiga 51' | Asistencia: 30.000 espectadores Árbitro(s): Marjan Raus (Yugoslavia) | Asistencia: 30.000 espectadores Árbitro(s): Marjan Raus (Yugoslavia) |

| 27 de agosto de 1979 | España                         | 2:1 (1:0) | México         | Estadio Olímpico de Tokio, Tokio                                       |                                                                        |
|                      | Paichardo 8' · Gaul Martin 74' | Reporte   | Mario Díaz 56' | Asistencia: 28.000 espectadores Árbitro(s): José Ramiz Wright (Brasil) | Asistencia: 28.000 espectadores Árbitro(s): José Ramiz Wright (Brasil) |

| 27 de agosto de 1979 | Argelia | 0:0     | Japón | Estadio Olímpico de Tokio, Tokio                                               |                                                                                |
|                      |         | Reporte |       | Asistencia: 32.000 espectadores Árbitro(s): Héctor F. Ortiz Ramírez (Paraguay) | Asistencia: 32.000 espectadores Árbitro(s): Héctor F. Ortiz Ramírez (Paraguay) |

| 29 de agosto de 1979 | España | 0:1 (0:1) | Argelia          | Estadio Olímpico de Tokio, Tokio                                             |                                                                              |
|                      |        | Reporte   | Bendjaballah 15' | Asistencia: 20.000 espectadores Árbitro(s): Kosasih Kartadiredia (Indonesia) | Asistencia: 20.000 espectadores Árbitro(s): Kosasih Kartadiredia (Indonesia) |

| 29 de agosto de 1979 | Japón        | 1:1 (0:0) | México     | Estadio Olímpico de Tokio, Tokio                                   |                                                                    |
|                      | Mizunuma 58' | Reporte   | Romero 69' | Asistencia: 38.000 espectadores Árbitro(s): Laszlo Padar (Hungría) | Asistencia: 38.000 espectadores Árbitro(s): Laszlo Padar (Hungría) |

### Grupo 2
| Selección  | Pts. | PJ | PG | PE | PP | GF | GC | Dif. |
| ---------- | ---- | -- | -- | -- | -- | -- | -- | ---- |
| Argentina  | 6    | 3  | 3  | 0  | 0  | 10 | 1  | +9   |
| Polonia    | 4    | 3  | 2  | 0  | 1  | 9  | 4  | +5   |
| Yugoslavia | 2    | 3  | 1  | 0  | 2  | 5  | 3  | +2   |
| Indonesia  | 0    | 3  | 0  | 0  | 3  | 0  | 16 | −16  |

| 26 de agosto de 1979 | Polonia                     | 2:0 (0:0) | Yugoslavia | Estadio Ōmiya, Ōmiya                                                       |                                                                            |
|                      | Palasz 49' · Frankowski 76' | Reporte   |            | Asistencia: 14.000 espectadores Árbitro(s): Augusto Lamo Castillo (España) | Asistencia: 14.000 espectadores Árbitro(s): Augusto Lamo Castillo (España) |

| 26 de agosto de 1979 | Argentina                              | 5:0 (5:0) | Indonesia | Estadio Ōmiya, Ōmiya                                               |                                                                    |
|                      | Díaz 10', 23', 25' · Maradona 19', 39' | Reporte   |           | Asistencia: 15.500 espectadores Árbitro(s): Rolando Fusco (Canadá) | Asistencia: 15.500 espectadores Árbitro(s): Rolando Fusco (Canadá) |

| 28 de agosto de 1979 | Yugoslavia | 0:1 (0:0) | Argentina    | Estadio Ōmiya, Ōmiya                                           |                                                                |
|                      |            | Reporte   | Escudero 55' | Asistencia: 9.500 espectadores Árbitro(s): Andre Daina (Suiza) | Asistencia: 9.500 espectadores Árbitro(s): Andre Daina (Suiza) |

| 28 de agosto de 1979 | Indonesia | 0:6 (0:5) | Polonia                                                  | Estadio Ōmiya, Ōmiya                                            |                                                                 |
|                      |           | Reporte   | Palasz 11', 37' · Janiec 12' · Baran 22', 31' · Buda 73' | Asistencia: 9.000 espectadores Árbitro(s): Kazuo Yasudo (Japón) | Asistencia: 9.000 espectadores Árbitro(s): Kazuo Yasudo (Japón) |

| 30 de agosto de 1979 | Polonia    | 1:4 (1:3) | Argentina                                   | Estadio Ōmiya, Ōmiya                                                        |                                                                             |
|                      | Palasz 27' | Reporte   | Maradona 7' · Calderón 23', 70' · Simón 35' | Asistencia: 12.500 espectadores Árbitro(s): Marcel van Langenhove (Bélgica) | Asistencia: 12.500 espectadores Árbitro(s): Marcel van Langenhove (Bélgica) |

| 30 de agosto de 1979 | Yugoslavia                                             | 5:0 (2:0) | Indonesia | Estadio Ōmiya, Ōmiya                                            |                                                                 |
|                      | Smajic 5', 77' · Milosavljevic 19', 63' · Mlinaric 73' | Reporte   |           | Asistencia: 7.500 espectadores Árbitro(s): Toshio Asami (Japón) | Asistencia: 7.500 espectadores Árbitro(s): Toshio Asami (Japón) |

### Grupo 3
| Selección     | Pts. | PJ | PG | PE | PP | GF | GC | Dif. |
| ------------- | ---- | -- | -- | -- | -- | -- | -- | ---- |
| Paraguay      | 4    | 3  | 2  | 0  | 1  | 6  | 1  | +5   |
| Portugal      | 3    | 3  | 1  | 1  | 1  | 2  | 3  | −1   |
| Corea del Sur | 3    | 3  | 1  | 1  | 1  | 1  | 3  | −2   |
| Canadá        | 2    | 3  | 1  | 0  | 2  | 3  | 5  | −2   |

| 25 de agosto de 1979 | Canadá                    | 3:1 (1:0) | Portugal  | Estadio Kōbe, Kōbe                                                                   |                                                                                      |
|                      | Segota 7', 66' · Nagy 79' | Reporte   | Grilo 46' | Asistencia: 10.000 espectadores Árbitro(s): Juan Cardellino de San Vicente (Uruguay) | Asistencia: 10.000 espectadores Árbitro(s): Juan Cardellino de San Vicente (Uruguay) |

| 25 de agosto de 1979 | Paraguay                     | 3:0 (1:0) | Corea del Sur | Estadio Kōbe, Kōbe                                                   |                                                                      |
|                      | Romero 5' · Cabañas 70', 74' | Reporte   |               | Asistencia: 13.000 espectadores Árbitro(s): Mohamed Hansal (Argelia) | Asistencia: 13.000 espectadores Árbitro(s): Mohamed Hansal (Argelia) |

| 27 de agosto de 1979 | Portugal     | 1:0 (1:0) | Paraguay | Estadio Kōbe, Kōbe                                                 |                                                                    |
|                      | Ferreira 23' | Reporte   |          | Asistencia: 5.000 espectadores Árbitro(s): Alojzy Jarguz (Polonia) | Asistencia: 5.000 espectadores Árbitro(s): Alojzy Jarguz (Polonia) |

| 27 de agosto de 1979 | Corea del Sur | 1:0 (0:0) | Canadá | Estadio Kōbe, Kōbe                                                 |                                                                    |
|                      | Lee 63'       | Reporte   |        | Asistencia: 5.000 espectadores Árbitro(s): George Joseph (Malasia) | Asistencia: 5.000 espectadores Árbitro(s): George Joseph (Malasia) |

| 29 de agosto de 1979 | Canadá | 0:3 (0:2) | Paraguay                               | Estadio Kōbe, Kōbe                                                      |                                                                         |
|                      |        | Reporte   | Romero 37', 58' · Juan Ramón Isasi 40' | Asistencia: 7.500 espectadores Árbitro(s): Morisaburo Kuramochi (Japón) | Asistencia: 7.500 espectadores Árbitro(s): Morisaburo Kuramochi (Japón) |

| 29 de agosto de 1979 | Portugal | 0:0     | Corea del Sur | Estadio Kōbe, Kōbe                                                      |                                                                         |
|                      |          | Reporte |               | Asistencia: 7.500 espectadores Árbitro(s): Mario Rubio Vázquez (México) | Asistencia: 7.500 espectadores Árbitro(s): Mario Rubio Vázquez (México) |

### Grupo 4
| Selección       | Pts. | PJ | PG | PE | PP | GF | GC | Dif. |
| --------------- | ---- | -- | -- | -- | -- | -- | -- | ---- |
| Uruguay         | 6    | 3  | 3  | 0  | 0  | 8  | 0  | +8   |
| Unión Soviética | 4    | 3  | 2  | 0  | 1  | 8  | 2  | +6   |
| Hungría         | 2    | 3  | 1  | 0  | 2  | 3  | 7  | −4   |
| Guinea          | 0    | 3  | 0  | 0  | 3  | 0  | 10 | −10  |

| 26 de agosto de 1979 | Unión Soviética                                                                    | 5:1 (1:1) | Hungría          | Estadio Mitsuzawa, Yokohama                                              |                                                                          |
|                      | Igor Ponomarev 24' · Sergei Stukashev 41' · Aleksandr Zavarov 57' · Taran 71', 78' | Reporte   | Jozsef Kardos 9' | Asistencia: 7.000 espectadores Árbitro(s): Arturo Ithurralde (Argentina) | Asistencia: 7.000 espectadores Árbitro(s): Arturo Ithurralde (Argentina) |

| 26 de agosto de 1979 | Uruguay                                             | 5:0 (2:0) | Guinea | Estadio Mitsuzawa, Yokohama                                                 |                                                                             |
|                      | Molina 7' · Revelez 22', 74' · Paz 53' · Vargas 76' | Reporte   |        | Asistencia: 8.000 espectadores Árbitro(s): Melvyn J. Victor D'Souza (India) | Asistencia: 8.000 espectadores Árbitro(s): Melvyn J. Victor D'Souza (India) |

| 28 de agosto de 1979 | Hungría | 0:2 (0:2) | Uruguay              | Estadio Mitsuzawa, Yokohama                                                |                                                                            |
|                      |         | Reporte   | Vargas 23' · Paz 35' | Asistencia: 4.000 espectadores Árbitro(s): Marcel van Langenhove (Bélgica) | Asistencia: 4.000 espectadores Árbitro(s): Marcel van Langenhove (Bélgica) |

| 28 de agosto de 1979 | Guinea | 0:3 (0:1) | Unión Soviética                               | Estadio Mitsuzawa, Yokohama                                            |                                                                        |
|                      |        | Reporte   | Olefirenko 6' · Mikhalevsky 59' · Radenko 80' | Asistencia: 4.000 espectadores Árbitro(s): Han Kyu Suk (Corea del Sur) | Asistencia: 4.000 espectadores Árbitro(s): Han Kyu Suk (Corea del Sur) |

| 30 de agosto de 1979 | Unión Soviética | 0:1 (0:0) | Uruguay      | Estadio Mitsuzawa, Yokohama                                                     |                                                                                 |
|                      |                 | Reporte   | Martínez 66' | Asistencia: 5.000 espectadores Árbitro(s): Cesar Correia Diaz da Luz (Portugal) | Asistencia: 5.000 espectadores Árbitro(s): Cesar Correia Diaz da Luz (Portugal) |

| 30 de agosto de 1979 | Hungría                       | 2:0 (1:0) | Guinea | Estadio Mitsuzawa, Yokohama                                                 |                                                                             |
|                      | Segesvar 17' · Kerepeczky 80' | Reporte   |        | Asistencia: 5.000 espectadores Árbitro(s): Thomson Chan Tam Sun (Hong Kong) | Asistencia: 5.000 espectadores Árbitro(s): Thomson Chan Tam Sun (Hong Kong) |

## Segunda fase

### Cuadro
|  | Cuartos de Final           | Cuartos de Final       |                         |       | Semifinales                  | Semifinales                  |  |  | Final | Final |
|  |                            |                        |                         |       |                              |                              |  |  |       |       |
|  | 2 de septiembre – Tokio    |                        |                         |       |                              |                              |  |  |       |       |
|  |                            |                        |                         |       |                              |                              |  |  |       |       |
|  | Argentina                  | 5                      |                         |       |                              |                              |  |  |       |       |
|  | Argentina                  | 5                      | 4 de septiembre – Tokio |       |                              |                              |  |  |       |       |
|  | Argelia                    | 0                      |                         |       |                              |                              |  |  |       |       |
|  | Argelia                    | 0                      | Argentina               | 2     |                              |                              |  |  |       |       |
|  | 2 de septiembre – Yokohama |                        | Argentina               | 2     |                              |                              |  |  |       |       |
|  |                            | Uruguay                | 0                       |       |                              |                              |  |  |       |       |
|  | Uruguay (t.s.)             | Uruguay                | 0                       | 1     |                              |                              |  |  |       |       |
|  | Uruguay (t.s.)             |                        | 7 de septiembre – Tokio | 1     |                              |                              |  |  |       |       |
|  | Portugal                   | 0                      |                         |       |                              |                              |  |  |       |       |
|  | Portugal                   | 0                      | Argentina               | 3     |                              |                              |  |  |       |       |
|  | 2 de septiembre – Ōmiya    |                        | Argentina               | 3     |                              |                              |  |  |       |       |
|  |                            | Unión Soviética        | 1                       |       |                              |                              |  |  |       |       |
|  | España                     | Unión Soviética        | 1                       | 0 (3) |                              |                              |  |  |       |       |
|  | España                     | 4 de septiembre – Kōbe |                         | 0 (3) |                              |                              |  |  |       |       |
|  | Polonia (p.)               | 0 (4)                  |                         |       |                              |                              |  |  |       |       |
|  | Polonia (p.)               | 0 (4)                  | Polonia                 | 0     |                              |                              |  |  |       |       |
|  | 2 de septiembre – Kōbe     |                        | Polonia                 | 0     |                              |                              |  |  |       |       |
|  |                            | Unión Soviética        | 1                       |       | Partido por el tercer puesto | Partido por el tercer puesto |  |  |       |       |
|  | Paraguay                   | Unión Soviética        | 1                       | 2 (5) | Partido por el tercer puesto | Partido por el tercer puesto |  |  |       |       |
|  | Paraguay                   |                        | 6 de septiembre – Tokio | 2 (5) |                              |                              |  |  |       |       |
|  | Unión Soviética (p.)       | 2 (6)                  |                         |       |                              |                              |  |  |       |       |
|  | Unión Soviética (p.)       | 2 (6)                  | Uruguay (p.)            | 1 (5) |                              |                              |  |  |       |       |
|  |                            |                        |                         |       |                              |                              |  |  |       |       |
|  | Polonia                    | 1 (3)                  |                         |       |                              |                              |  |  |       |       |
|  | Polonia                    | 1 (3)                  |                         |       |                              |                              |  |  |       |       |

### Cuartos de final
| 2 de septiembre de 1979 | España                                       | 0:0 (t. s.)(3:4 p.)        | Polonia                                           | Estadio Ōmiya, Ōmiya                                                   |                                                                        |
|                         |                                              | Reporte                    |                                                   | Asistencia: 10.000 espectadores Árbitro(s): José Ramiz Wright (Brasil) | Asistencia: 10.000 espectadores Árbitro(s): José Ramiz Wright (Brasil) |
|                         |                                              | Tiros desde el punto penal |                                                   |                                                                        |                                                                        |
|                         | Pichardo · Gail · Manolo · Zúñiga · Tendillo |                            | Chojnacki · Buncol · Jarosz · Pałasz · Skrobowski |                                                                        |                                                                        |

| 2 de septiembre de 1979 | Argentina                                        | 5:0 (3:0) | Argelia | Estadio Olímpico de Tokio, Tokio                                       |                                                                        |
|                         | Maradona 25' · Calderón 34' · Díaz 39', 51', 66' | Reporte   |         | Asistencia: 20.000 espectadores Árbitro(s): George S. Joseph (Malasia) | Asistencia: 20.000 espectadores Árbitro(s): George S. Joseph (Malasia) |

| 2 de septiembre de 1979 | Paraguay                                                                    | 2:2 (2:2, 2:1) (t. s.)(5:6 p.) | Unión Soviética                                                                                                | Estadio Kōbe, Kōbe                                             |                                                                |
|                         | Romero 7' · Achucarro 22'                                                   | Reporte                        | Dumansky 3' · Ponomarev 70'                                                                                    | Asistencia: 8.500 espectadores Árbitro(s): Andre Daina (Suiza) | Asistencia: 8.500 espectadores Árbitro(s): Andre Daina (Suiza) |
|                         |                                                                             | Tiros desde el punto penal     | |                                                                |                                                                |
|                         | Miño · Valinotti · Romero · Giménez · Vera · Olmedo · Mora · García · Isasi |                                | Ponomaryov · Polukarov · Ovchinnikov · Stukashov · Hurynovich · Mikhalevsky · Khachatryan · Dumanskyi · Chanov |                                                                |                                                                |

| 2 de septiembre de 1979 | Uruguay | 1:0 (0:0, 0:0) (t. s.) | Portugal | Estadio Mitsuzawa, Yokohama                                                |                                                                            |
|                         | Paz 94' | Reporte                |          | Asistencia: 4.000 espectadores Árbitro(s): Marcel van Langenhove (Bélgica) | Asistencia: 4.000 espectadores Árbitro(s): Marcel van Langenhove (Bélgica) |

### Semifinales
| 4 de septiembre de 1979 | Argentina               | 2:0 (0:0) | Uruguay | Estadio Olímpico de Tokio, Tokio                                           |                                                                            |
|                         | Díaz 52' · Maradona 74' | Reporte   |         | Asistencia: 20.000 espectadores Árbitro(s): Augusto Lamo Castillo (España) | Asistencia: 20.000 espectadores Árbitro(s): Augusto Lamo Castillo (España) |

| 4 de septiembre de 1979 | Polonia | 0:1 (0:0) | Unión Soviética | Estadio Kōbe, Kōbe                                                         |                                                                            |
|                         |         | Reporte   | Ponomarev 50'   | Asistencia: 5.000 espectadores Árbitro(s): Marcel van Langenhove (Bélgica) | Asistencia: 5.000 espectadores Árbitro(s): Marcel van Langenhove (Bélgica) |

### Tercer lugar
| 6 de septiembre de 1979 | Uruguay | 1:1 (1:1, 1:1) (t. s.)(5:3 p.) | Polonia    | Estadio Olímpico de Tokio, Tokio                                            |                                                                             |
|                         | Paz 9'  | Reporte                        | Palasz 26' | Asistencia: 8.000 espectadores Árbitro(s): Thomson Chan Tam Sun (Hong Kong) | Asistencia: 8.000 espectadores Árbitro(s): Thomson Chan Tam Sun (Hong Kong) |

### Final
| 7 de septiembre de 1979 | Argentina                           | 3:1 (0:0) | Unión Soviética | Estadio Olímpico de Tokio, Tokio                                         |                                                                          |
|                         | Alves 68' · Díaz 71' · Maradona 76' | Reporte   | Ponomarev 52'   | Asistencia: 52.000 espectadores Árbitro(s): José Roberto Wright (Brasil) | Asistencia: 52.000 espectadores Árbitro(s): José Roberto Wright (Brasil) |

## Campeón
|                               |
| Bandera de Argentina          |
| Campeón Argentina 1.er título |

## Estadísticas
| Pos. | Equipo          | Pts. | PJ | PG | PE | PP | GF | GC | Dif. | Rend.  |
| ---- | --------------- | ---- | -- | -- | -- | -- | -- | -- | ---- | ------ |
| 1    | Argentina       | 12   | 6  | 6  | 0  | 0  | 20 | 2  | +18  | 100,0% |
| 2    | Unión Soviética | 7    | 6  | 3  | 1  | 2  | 12 | 7  | +5   | 58,3%  |
| 3    | Uruguay         | 9    | 6  | 4  | 1  | 1  | 10 | 3  | +7   | 75,0%  |
| 4    | Polonia         | 6    | 6  | 2  | 2  | 2  | 10 | 6  | +4   | 50,0%  |
| 5    | Paraguay        | 5    | 4  | 2  | 1  | 1  | 8  | 3  | +5   | 62,5%  |
| 6    | España          | 5    | 4  | 2  | 1  | 1  | 3  | 2  | +1   | 62,5%  |
| 7    | Argelia         | 4    | 4  | 1  | 2  | 1  | 2  | 6  | -4   | 50,0%  |
| 8    | Portugal        | 3    | 4  | 1  | 1  | 2  | 2  | 4  | -2   | 37,5%  |
| 9    | Corea del Sur   | 3    | 3  | 1  | 1  | 1  | 1  | 3  | -2   | 50,0%  |
| 10   | Yugoslavia      | 2    | 3  | 1  | 0  | 2  | 5  | 3  | +2   | 33,3%  |
| 11   | México          | 2    | 3  | 0  | 2  | 1  | 3  | 4  | -1   | 33,3%  |
| 12   | Japón           | 2    | 3  | 0  | 2  | 1  | 1  | 2  | -1   | 33,3%  |
| 13   | Canadá          | 2    | 3  | 1  | 0  | 2  | 3  | 5  | -2   | 33,3%  |
| 14   | Hungría         | 2    | 3  | 1  | 0  | 2  | 3  | 7  | -4   | 33,3%  |
| 15   | Guinea          | 0    | 3  | 0  | 0  | 3  | 0  | 10 | -10  | 0,0%   |
| 16   | Indonesia       | 0    | 3  | 0  | 0  | 3  | 0  | 16 | -16  | 0,0%   |

## Premios
| Balón de Oro        | Balón de Plata     | Balón de Bronce |
| ------------------- | ------------------ | --------------- |
| Diego Maradona      | Julio César Romero | Ramón Díaz      |
| Botín de Oro        | Botín de Plata     | Botín de Bronce |
| Ramón Díaz          | Diego Maradona     | Andrzej Palasz  |
| 8 goles             | 6 goles            | 5 goles         |
| Premio al Fair Play |                    |                 |
| Polonia             |                    |                 |

## Goleadores
8 goles
- Ramón Díaz

6 goles
- Diego Maradona

5 goles
- Andrzej Pałasz

4 goles
- Julio César Romero
- Rubén Paz
- Igor Ponomaryov

3 goles
- Gabriel Calderón

2 goles
| - Branko Segota - Roberto Cabañas - Oleg Taran | - Felipe Revelez - Ernesto Vargas - Krzysztof Baran | - Nedeljko Milosavljević - Haris Smajić |

1 gol
| - Enrique Hernández Velázquez - Mario Díaz - Armando Romero Manríquez - Hocine Yahi - Derradji Bendjaballah - Joao Grilo - Rui Ferreira - Louis Nagy - Manuel Zúñiga - Joaquín Pichardo - Luis Miguel Gail | - József Kardos - Sándor Segesvári - György Kerepeczky - Sergei Stukashov - Aleksandr Zavarov - Mijaíl Olefirenko - Vladimir Mikhalevsky - Anatoli Radenko - Yaroslav Dumansky - Krzysztof Frankowski - Jan Janiec | - Kazimierz Buda - Héctor «Indio» Molina - Daniel Martínez - Lee Tae-Ho - Osvaldo Escudero - Juan Simón - Hugo Alves - Ramón Isasi - Julio Achucarro - Takashi Mizunuma - Marko Mlinarić |